# Antocha kraussi
Antocha kraussi är en tvåvingeart som beskrevs av Alexander 1955. Antocha kraussi ingår i släktet Antocha och familjen småharkrankar.
Artens utbredningsområde är Madagaskar. Inga underarter finns listade i Catalogue of Life.